# Olympische Sommerspiele 1948/Kanu – Einer-Canadier 1000 m (Männer)
Der Wettkampf im Einer-Canadier über 1000 Meter bei den Olympischen Sommerspielen 1948 wurde am 12. August auf der Regattastrecke bei Henley-on-Thames auf der Themse ausgetragen.
Da es insgesamt nur 6 Teilnehmer gab, bestand der Wettkampf über 1000 Meter nur aus dem Finale. Der Titel ging an Josef Holeček aus der Tschechoslowakei, dessen Team insgesamt 3 der 4 Canadier-Titel in London gewinnen konnte. Er dominierte seine gesamte Konkurrenz und ließ den Zweitplatzierten Kanadier Douglas Bennett mehr als 11 Sekunden hinter sich. Holeček konnte diesen Erfolg vier Jahre später bei den Olympischen Spielen in Helsinki wiederholen.

## Ergebnisse
| Rang | Athlet            | Nation             | Zeit       |
| ---- | ----------------- | ------------------ | ---------- |
| 1    | Josef Holeček     | Tschechoslowakei   | 5:42,0 min |
| 2    | Douglas Bennett   | Kanada             | 5:53,3 min |
| 3    | Robert Boutigny   | Frankreich         | 5:55,9 min |
| 4    | Ingemar Andersson | Schweden           | 6:06,0 min |
| 5    | William Havens    | Vereinigte Staaten | 6:14,3 min |
| 6    | Harold Maidment   | Großbritannien     | 6:37,0 min |

## Weblink
- Ergebnisse